# Jaguaruana (kommun)
Jaguaruana är en kommun i Brasilien.   Den ligger i delstaten Ceará, i den östra delen av landet, 1 600 km nordost om huvudstaden Brasília. Antalet invånare är 32 239. Arean är 867 kvadratkilometer.
Terrängen i Jaguaruana är huvudsakligen platt.
Följande samhällen finns i Jaguaruana:
- Jaguaruana

Omgivningarna runt Jaguaruana är huvudsakligen savann. Runt Jaguaruana är det glesbefolkat, med 10 invånare per kvadratkilometer.